# SN 2007ec
SN 2007ec – supernowa typu Ia odkryta 24 maja 2007 roku w galaktyce A214932+1901. W momencie odkrycia miała maksymalną jasność 20,30m.